# Captieux
Captieux é uma comuna francesa na região administrativa da Nova Aquitânia, no departamento da Gironda. Estende-se por uma área de 121,93 km². Em 2010 a comuna tinha 1 308 habitantes (densidade: 10,7 hab./km²).